# دهستان شیرکوه
شیرکوه، دهستانی است از توابع بخش مرکزی شهرستان تفت در استان یزد ایران.

## جمعیت
براساس سرشماری سال ۱۳۸۵ جمعیت آن ۱٬۷۲۰ نفر (۶۳۲ خانوار) بوده‌است.